# Schmirn
Schmirn – gmina w Austrii, w kraju związkowym Tyrol, w powiecie Innsbruck-Land. Według Austriackiego Urzędu Statystycznego liczyła 865 mieszkańców (1 stycznia 2015).